# Rhiostoma
Rhiostoma — рід сухопутних равликів з родини Cyclophoridae. Поширені в деяких частинах Азії.

## Опис
Черепашка піддископодібна з широким пупком. Останній виток відокремлений від решти раковини та має структуру трубки, схожу на трубку. Кришечка багатоспіральна.

## Види
Визнані види:
- Rhiostoma abletti Thach, 2016 (taxon inquirendum, debated synonym)
- † Rhiostoma americanum G. D. Hanna, 1920
- Rhiostoma asiphon Möllendorff, 1893
- Rhiostoma battambangense Thach & F. Huber, 2020
- Rhiostoma boxalli Godwin-Austen, 1893
- Rhiostoma cambodjense Morelet, 1875
- Rhiostoma chupingense Tomlin, 1938
- Rhiostoma dalyi Blanford, 1902
- Rhiostoma grohi Thach, 2020
- Rhiostoma hainesi Pfeiffer, 1862
- Rhiostoma haughtoni Benson, 1860
- Rhiostoma herosae Thach & F. Huber, 2017
- Rhiostoma housei (Haines, 1855)
- Rhiostoma huberi Thach, 2018
- Rhiostoma jalorense Sykes, 1903
- Rhiostoma jousseaumei de Morgan, 1885
- Rhiostoma macalpinewoodsi Laidlaw, 1939
- Rhiostoma marioni (Ancey, 1898)
- Rhiostoma morleti Dautzenberg & H. Fischer, 1906
- Rhiostoma ngocngai Thach & F. Huber, 2018
- Rhiostoma ngocthachi F. Huber, 2020
- Rhiostoma ninhbien D. S. Do, T. S. Nguyen & H. L. Do, 2020
- Rhiostoma samuiense
- Rhiostoma simplicilabre L. Pfeiffer, 1862
- Rhiostoma smithi Bartsch, 1932
- Rhiostoma strubelli Möllendorff, 1899
- Rhiostoma thachi F. Huber, 2018
- Rhiostoma thorsengi Thach, 2020
- Rhiostoma tomlini Salisbury, 1949